# Mauritius tại Thế vận hội
Mauritius tham gia Thế vận hội lần đầu tiên năm 1984, và đã liên tục gửi các vận động viên (VĐV) tới các kỳ Thế vận hội Mùa hè kể từ đó. Quốc gia này chưa từng tham dự Thế vận hội Mùa đông. Mauritius từng tham gia tẩy chay Thế vận hội Mùa hè 1980.
Tại Thế vận hội Mùa hè 2008, Bruno Julie đã bảo toàn được tấm huy chương Olympic đầu tiên của Mauritius với việc vươn tới bán kết môn quyền Anh hạng gà.
Ủy ban Olympic quốc gia của Mauritius được thành lập năm 1971 bởi Ram Ruhee, người đã giữ chức vụ Tổng thư ký ở cơ quan này cho tới khi mất vào năm 2008. IOC chính thức công nhận ủy ban trên năm 1972.

## Bảng huy chương

### Huy chương tại các kỳ Thế vận hội Mùa hè
| Thế vận hội         | Số VĐV        | Vàng          | Bạc           | Đồng          | Tổng số       | Xếp thứ       |
| 1896–1980           | không tham dự | không tham dự | không tham dự | không tham dự | không tham dự | không tham dự |
| Los Angeles 1984    | 4             | 0             | 0             | 0             | 0             | –             |
| Seoul 1988          | 8             | 0             | 0             | 0             | 0             | –             |
| Barcelona 1992      | 13            | 0             | 0             | 0             | 0             | –             |
| Atlanta 1996        | 26            | 0             | 0             | 0             | 0             | –             |
| Sydney 2000         | 20            | 0             | 0             | 0             | 0             | –             |
| Athens 2004         | 9             | 0             | 0             | 0             | 0             | –             |
| Bắc Kinh 2008       | 12            | 0             | 0             | 1             | 1             | 80            |
| Luân Đôn 2012       | 11            | 0             | 0             | 0             | 0             | –             |
| Rio de Janeiro 2016 | 12            | 0             | 0             | 0             | 0             | –             |
| Tokyo 2020          | chưa diễn ra  |               |               |               |               |               |
| Tổng số             | Tổng số       | 0             | 0             | 1             | 1             | 141           |

## Huy chương theo môn
| Quyền Anh | 0 | 0 | 1 | 1 | 67  |
| Total     | 0 | 0 | 1 | 1 | 141 |

## Các VĐV đoạt huy chương
| Huy chương | Tên         | Thế vận hội   | Môn thi đấu | Nội dung |
| ---------- | ----------- | ------------- | ----------- | -------- |
| Đồng       | Bruno Julie | Bắc Kinh 2008 | Quyền Anh   | Hạng gà  |